# Linia kolejowa nr 477
Linia kolejowa nr 477 – niezelektryfikowana, jednotorowa linia kolejowa łącząca stację Mockava z przejściem granicznym Trakiszki‑Szestokaj.
Linia jest styczna z linią kolejową Suwałki – Trakiszki oraz wchodzi w skład przebiegu linii kolejowej Rail Baltica. Linia stanowi fragment linii kolejowej Kozłowa Ruda – Świdziszki na Litwie.